# Diwang shiji
Diwang shiji (帝王世紀; Dìwáng shìjì) 'Regentannaler') är en historiekrönika över kinesiska forntida kejsare och kungar. Diwang shiji täcker perioden från de mytologiska ursprungsberättelserna till slutet av Cao Wei (220–265). Boken består av tio rulla av textade bambustickor.
Diwang shiji skrevs på 200-talet under Jindynastin av vetenskapsmannen Huangfu Mi. Huangfu Mi skrev krönikan eftersom han ansåg att tidigare krönikor såsom Shiji och Hanshu var inkompletta. Huangfu Mi skapade Diwang shiji genom att sammanställa informationer från redan existerande klassiker, men inkluderar även information om geografi och lokala makthavare som saknas i andra verk.
I det officiella historieverket Suishu listas Diwang shiji under krönikor.

## Alternativa namn
Krönikan benämns även med en rad olika alternativa namn såsom Huangwang shiji (皇王世紀; Huángwáng shìjì), Diwang shijia (帝王世家; Dìwáng shìjiā), Diwang shishuo (帝王世說; Dìwáng shìshuō), Huangfu Mi ji (皇甫謐記; Huángfǔ mì jì),  Diwang daiji (帝王代紀; Dìwáng dàijì) eller Diwangji (帝王紀; Dìwángjì). De två sista benämningarna har uppkommit för att undvika att undvika att använda tecknet "世" som ingår kejsar Tang Taizongs personnamn (Li Shimin 李世民).